# L'Année Sociologique
L'Année Sociologique fue una revista sociológica francesa fundada en 1896 por Émile Durkheim, que también fue su editor. Se publicaba anualmente hasta 1925, y luego volvió al público como Annales Sociologiques entre 1934 y 1942. Después de la Segunda Guerra Mundial volvió a ser publicada como L'Année Sociologique, nombre con el que se sigue publicando en la actualidad.
Durkheim fundó L'Année Sociologique como un medio de divulgación de sus propias investigaciones y las de sus estudiantes y otros escolares que trabajaban en el nuevo paradigma sociológico. Como resultado de lo anterior, L'Année Sociologique es un término empleado para referirse al grupo que participó en la revista, colaborando con Durkheim; así como al trabajo realizado por ellos durante las primeras dos décadas del siglo XX. 
El grupo de L'Année Sociologique incluye a Émile Durkheim, Célestin Bouglé, Marcel Mauss, Henri Hubert, Robert Hertz, Maurice Halbwachs, y François Simiand entre otros.